# Cesano Boscone
Cesano Boscone är en ort och kommun i storstadsregionen Milano, innan 31 december 2014 i provinsen Milano, i regionen Lombardiet i Italien. Kommunen hade 23 970 invånare (2018).